# Cymindis balchashica
Cymindis balchashica es una especie de coleóptero de la familia Carabidae.

## Distribución geográfica
Habita en Kazajistán.